# 徳島県道235号宮川内牛島停車場線
徳島県道235号宮川内牛島停車場線（とくしまけんどう235ごう みやがわちうしのしまていしゃじょうせん）は、徳島県阿波市から吉野川市に至る一般県道である。

## 概要
阿波市土成町宮川内から吉野川市鴨島町牛島に至る。西条大橋周辺など一部に2車線区間があるが、大部分は1車線区間である。

### 路線データ
- 起点：阿波市土成町宮川内（国道318号交点）
- 終点：吉野川市鴨島町牛島（JR四国徳島線 牛島駅前、徳島県道154号牛島停車場線起点）
- 総延長：10.282 km[1]

## 歴史
- 1972年（昭和47年）3月10日 - それまでの徳島県道宮川内吉野線および姥御前牛島停車場線を統合し、認定。
- 2023年（令和5年）7月29日 - 吉野工区（阿波市吉野町西条、980 m）が開通する[2]。

## 路線状況

### 重複区間
- 国道192号・国道318号（吉野川市鴨島町牛島 - 吉野川市鴨島町上浦・鴨島町上浦交差点）
- 徳島県道154号牛島停車場線（吉野川市鴨島町上浦・鴨島町上浦交差点 - 吉野川市鴨島町牛島（終点））

### 道路施設

#### 橋梁
- 御所大橋（宮川内谷川、阿波市）
- 西条大橋（吉野川、阿波市 - 吉野川市）
- 市瀬橋（飯尾川、吉野川市、国道192号重複区間内）
- 飯尾川橋（飯尾川、吉野川市、徳島県道154号牛島停車場線重複区間内）

## 地理

### 通過する自治体
- 徳島県
  - 阿波市 - 吉野川市

### 交差する道路
| 交差する道路                                                                         | 市町村名 | 交差する場所 | 交差する場所     |
| ------------------------------------------------------------------------------------ | -------- | ------------ | ---------------- |
| 国道318号                                                                            | 阿波市   | 土成町宮川内 | 起点             |
| 徳島県道139号船戸切幡上板線                                                          | 阿波市   | 土成町高尾   |                  |
| 徳島県道12号鳴門池田線 / 旧道 徳島県道14号松茂吉野線 重複                            | 阿波市   | 吉野町西条   | [ 注釈 1 ]       |
| 徳島県道12号鳴門池田線 / 旧道 徳島県道14号松茂吉野線 重複                            | 阿波市   | 吉野町西条   | [ 注釈 2 ]       |
| 徳島県道12号鳴門池田線 / 新道 徳島県道14号松茂吉野線 重複                            | 阿波市   | 吉野町西条   | [ 注釈 1 ]       |
| 徳島県道12号鳴門池田線 / 新道 徳島県道14号松茂吉野線 重複                            | 阿波市   | 吉野町西条   | [ 注釈 2 ]       |
| 徳島県道235号宮川内牛島停車場線 / バイパス                                           | 阿波市   | 吉野町西条   |                  |
| 徳島県道15号徳島吉野線 徳島県道137号土成徳島線 重複                                  | 阿波市   | 吉野町西条   | [ 注釈 1 ]       |
| 徳島県道15号徳島吉野線 徳島県道137号土成徳島線 重複                                  | 阿波市   | 吉野町西条   | [ 注釈 2 ]       |
| 徳島県道122号板野川島線                                                              | 吉野川市 | 鴨島町牛島   | 西条大橋交差点   |
| 徳島県道30号徳島鴨島線                                                               | 吉野川市 | 鴨島町牛島   |                  |
| 国道192号 重複区間起点 国道318号 重複区間起点                                        | 吉野川市 | 鴨島町牛島   |                  |
| 国道192号 重複区間終点 国道318号 重複区間終点 徳島県道154号牛島停車場線 重複区間起点 | 吉野川市 | 鴨島町上浦   | 鴨島町上浦交差点 |
| 徳島県道154号牛島停車場線 重複区間終点                                               | 吉野川市 | 鴨島町牛島   | 終点             |

### 交差する鉄道
- 徳島線

### 沿線
- 阿波市立御所小学校
- 吉野川
- 一条南潜水橋 - 西条大橋完成により撤去済
- JR四国徳島線 牛島駅